# Список серий Mobile Suit Gundam
Mobile Suit Gundam (яп. 機動戦士ガンダム кидо: сэнси гандаму, «Мобильный воин Гандам»), — телевизионный аниме-сериал, снятый на студии Sunrise. Автор сценария и режиссёр — Ёсиюки Томино.
Каждая серия предваряется кратким прологом, в котором рассказывается, что действие происходит в 0079 году Вселенского века. Человечество частично переселилось на гигантские космические колонии. Девять месяцев назад группа колоний Сторона 3, расположенная дальше всего от Земли, назвалась независимым Княжеством Зион и объявила войну Земной федерации.

## Список серий
| 01 | Гандам выходит на поверхность «Гандаму даити ни тацу!!» (ガンダム大地に立つ!! )     | Синъя Садамицу Ёсиюки Томино    | Хироюки Хосияма   | 7 апреля 1979 г.    |
| Три зионских пилота в мобильных доспехах серии MS-06F Zaku II («Заку») шпионят за колонией Сторона 7, которая выглядит опустевшей. Фрау Боу прибегает в своему соседу Амуро Рэю и велит ему собираться, так как весь сектор подлежит эвакуации. Они уезжают и прячутся в убежище. В то же время в доках стоит новый космический авианосец «Белая база» (SCV-70 White Base), который должен стать новым секретным оружием Земной федерации вместе с новым управляемым боевым роботом RX-78-2 Gundam («Гандамом», также называемым «мобильным доспехом»). Федерация надеется, что благодаря им сможет получить большое преимущество в войне. На борту «Базы» энсин Брайт Ноа обсуждает с отцом Амуро, Тэмом Рэем, возможность массового производства Гандамов. Шпионы Зиона, нарушая приказ, нападают на Сторону 7. Амуро в убежище слышит взрывы и убегает на поиски своего отца. Тэм Рэй велит велит эвакуироваться на борту «Белой базы», а сам отправляется, чтобы погрузить на корабль Гандам. Фрау Боу бежит за Амуро, а тем временем оставшуюся позади толпу попадает ракета и убивает многих людей, в том числе мать и дедушку Фрау. Амуро заставляет её бежать к космодрому. Желая помочь, Амуро залезает в кабину пилота Гандама, изучает руководство пользователя и начинает управлять роботом. Он побеждает пилотов «Заку». За битвой наблюдает офицер Зиона Чар Азнабль. |                                                                                     |                                 |                   |                     |
| 02 | Приказ — уничтожить Гандам «Гандаму хакай мэйрэй» (ガンダム破壊命令 )               | Рёдзи Фудзихара Ёсиюки Томино   | Кэнъити Мацудзаки | 14 апреля 1979 г.   |
| Ракета с корабля «Мусаи» Чара Азнабля ранит капитана «Белой базы» Паоло Кассиуса. Зионские шпионы передают Чару информацию о новом мощном оружии Федерации — Гандаме. Тот воспринимает её скептически, но докладывает своему командиру, Дозулу Заби — адмиралу Космического флота Зиона и члену правящей Зионом семьи Заби. На Стороне 7 Фрау Боу помогает эвакуироваться гражданским, в частности, трем осиротевшим детям. Практически весь персонал «Базы» убит в бою, в живых осталось лишь десять человек. Появляется Мирай Ясима, которая имеет небольшой опыт управления кораблем, и вызывается пилотировать «Белую базу». Паоло Кассиусу удается, наконец, связаться с Амуро в Гандаме. Они с Брайтом Ноа шокированы тем фактом, что робота пилотирует ребёнок, но заменить его некем. Между тем, Чар и несколько других пилотов в своих космических скафандрах отбывают к Стороне 7, где Фрау Боу с помощью девушки по имени Сайлы Масс ищут выживших. Сайла Масс видит Чара и наставляет на него пистолет. Чару девушка кажется смутно знакомой, он снимает маску и выбивает у неё оружие. В это время появляется Амуро в Гандаме, и Чар убегает. Сайла смотрит ему в след, задаваясь вопросом, был ли это её брат. «Белая база» отбывает. В космосе Чар в своем красном мобильном доспехе (MS-06S Zaku II) сражается с Гандамом и начинает одерживать вверх за счет боевого опыта, несмотря на техническое превосходство Гандама над Заку: Амуро не может даже попасть по Заку Чара. Однако солдат «Базы» и пилот истребителя «Кор Файтер» (яп. コアファイター коа файта:) Рю Хосе отвлекает Чара и дает Амуро достаточно времени, чтобы c одного выстрела уничтожить мобильный доспех одного из подчиненных Чара. Чар впечатлен силой Гандама, он отступает назад на «Мусаи». Амуро возвращается на «Белую базу». Мирай Ясима, Сайла Масс и друг Амуро, Хаято Кобаяси, занимают места погибшей команды. |                                                                                     |                                 |                   |                     |
| 03 | Нападение на вражеский транспорт! «тэки но хокю:кан о татакэ!» (敵の補給艦を叩け! ) | Хидэёси Одзика Ёсиюки Томино    | Ёсихиса Араки     | 21 апреля 1979 г.   |
| «Белая база» направляется на астероид Луна II, используемый Федерацией для добычи ресурсов. Там они планируют воссоединиться с войсками Земной федерации. Команда волнуется, так как их преследует «Мусаи» Чара Азнабля, и ждут новой атаки. Тем временем, Чар не получает запрашиваемых поставок от адмирала Дозула — лишь два Заку вместо трех. Брайт Ноа и Мирай Ясима видят судно снабжения «Папуа», приближающееся к «Мусаи». Команда Брайта решает атаковать. «Белая база» разворачивается для нападения. Амуро в Гандаме и Рю Хосе в «Кор Файтере» подкрадываются сзади. Они начинают обстрел. На них нападают Заку. Чар в мобильном доспехе снова бьется с Амуро и снова оказывается слишком быстрым, но «База» начинает обстрел «Мусаи», и Чар отступает. Судно снабжения «Папуа» уничтожено, но поставки уже переданы на «Мусаи». «Белая база» продолжает путь к Луне II. |                                                                                     |                                 |                   |                     |
| 04 | Побег с Луны II «Руна цу: дассюцу сакусэн» (ルナツー脱出作戦 )                      | Синъя Садамицу                  | Масару Ямамото    | 28 апреля 1979 г.   |
| «Белая база» добирается до Луны II. Адмирал Ваккейн (яп. ワッケイン ваккэйн), глава штаба Федерации на Луне II, сообщает, что беженцев он принять не может, а команда «Базы» попадет под военный трибунал как получившая контроль над совершенно секретной военной технологией (в частности, Гандамом) без надлежащих полномочий. Корабль «Белая база» и Гандам конфискованы, а Брайт с командой оказываются в тюремной камере. Брайт Ноа просит Ваккейна не дезактивировать Гандам, ведь за «Базой» следовал зионский «Мусаи», но адмирал его не слушает. «Мусаи» действительно какое-то время выжидает, выбирая подходящее время для нападения. Чар и большая группа солдат в скафандрах проникают внутрь Луны II и добираются до ангара. Однако из-за взрыва выключается энергия, двери камеры открываются и команда «Белой базы» возвращается на корабль. С мобильным доспехом Чара Азнабля снова сражается Гандам, а прикрывающих его Заку берет на себя Рю в «Кор Файтере». Когда оба Заку выходят из строя, оставшийся без поддержки Чар отступает. Брайт сообщает раненому капитану Паоло Кассиусу об одержанной победе, но тот мертв из-за полученных ран. Тогда Брайт дает слово самостоятельно доставить гражданских на Землю. |                                                                                     |                                 |                   |                     |
| 05 | Вход в атмосферу «тайкикэн тоцуню:» (大気圏突入 )                                   | Рёдзи Фудзихара Ёсиюки Томино   | Хироюки Хосияма   | 5 мая 1979 г.       |
| «База» в сопровождении корабля «Саламин» с Луны II приближается к Земле. «Мусаи» снова получает дополнительные поставки в виде трех Заку. Чар решает снова атаковать — до вхождения в атмосферу Земли осталось двадцать минут, как раз достаточно, чтобы начать атаку, при этом команда будет отвлечена посадкой и станет легкой добычей. Лейтенант Рид (яп. リード ри:до) с «Саламина» считает, что раз «Мусаи» понадобились новые поставки, значит, корабль не готов к сражению и не посмеет атаковать, но Брайт не согласен. Он готовит команду к сражению. Вскоре действительно появляется Чар в сопровождении трех Заку. У них осталось четыре минуты для атаки (до вхождения «Базы» в атмосферу Земли). Заку посылают ракеты в «Белую базу», Гандам снова сражается с Чаром. Амуро удается вывести из строя его оружие, в результате чего Чар отступает на «Мусаи», но в ходе битвы два мобильных доспеха — Гандам Амуро и Заку одного из подчиненных Чара — попадают в атмосферу, где их ждет неминуемая смерть. Пилот Заку просит Чара о помощи, но уже слишком поздно: он сгорает в атмосфере. Амуро просматривает руководство пользователя и видит, что у Гандама есть жароустойчивое покрытие. Его он и активирует, спасая Гандам. Чар связывается с капитаном Гармой Заби, главой оккупационных сил Зиона на Земле и членом правящей на Зионе семьи Заби. Хотя Чар не победил «Белую базу», сражение изменило траекторию корабля, отправив его на территорию Зиона. Гарма рад этой новости и готовится к прибытию Чара. |                                                                                     |                                 |                   |                     |
| 06 | Гарма наносит удар «Гарума сюцугэки су» (ガルマ出撃す )                             | Хидэёси Одзика                  | Масару Ямамото    | 12 мая 1979 г.      |
| Гарма Заби приветствуют старого друга Чара Азнабля на «Гау», своем корабле. Ему не терпится проявить себя перед старшей сестрой Кисилией. На «Белой базе» все готовятся к сражению, за исключением Хаято Кобаяси, который тренируется на симуляторе, и издевающегося над ним Кая Сидэна. На мостике спорят Брайт Ноа и лейтенант Рид. По мнению Рида, Гандам нужно отправить на прорыв зионского отряда, а Брайт считает, что Амуро нужен отдых. Атака Зиона прерывает дискуссию. Несмотря на уговоры, Амуро отказывается отдыхать и выводит Гантанк, которым обычно управляет Хаято. Зионцы впервые видят это новое оружие. Гарма решает, что это и есть тот мобильный доспех, о котором он столько слышал, и посылает несколько Заку в бой. Амуро возвращается на «Базу» и садится в Гандам, а Хаято занимает место в Гантанке. Чар осознает ошибку Гармы, но радуется ей, так как поражение Гармы заставит его собственные ошибки выглядеть столь значительными в глазах адмирала Дозула. Он даже подумывает позволить Гарме погибнуть. Заку быстро осознают силу Гандама и фокусируют огонь на нём, однако, Амуро уничтожает всех. Гарма спокойно приказывает «Гау» отступить. Он полон решимости захватить Гандам в целости и, обдумывая новую стратегию, обвиняет Чара в том, что тот не предупредил о силе Гандама и не помог в бою. Чар отвечает, что не хотел унизить гордого друга своей помощью. Гарма благодарен и считает, что нашел в Чаре прекрасного друга. На «Белой базе» Амуро, игнорируя всеобщие похвалы, молча возвращается в комнату. |                                                                                     |                                 |                   |                     |
| 07 | Бегство «Кор Файтера» «коа файта: дассюцу сэё» (コアファイター脱出せよ )            | Рёдзи Фудзихара Кадзуо Ямадзаки | Ёсихиса Араки     | 18 мая 1979 г.      |
| Лейтенант Рид предлагает выпустить беженцев, но Брайт не согласен высаживать их на территории Зиона. Некоторые беженцы крайне недовольны ситуацией, считая, что им ничего не рассказывают и не принимают всерьез. Гарма обдумывает новую стратегию, изучая накопленные данные о Гандаме. Он поражен увиденным и понимает, что с такой силой Зион ещё не сталкивался. Он планирует новую атаку, прежде чем «База» сможет перегруппироваться. Тем временем, Брайт и Амуро пытаются осуществить собственный план: Амуро в «Кор Файтере» в одиночку пытается прорваться сквозь отряд Зиона на территорию Федерации. Гарма и Чар, разгадав этот план, посылают собственный истребитель на перехват, и у Амуро ничего не выходит. Кай Сидэн саркастически сообщает Брайту, что предупреждал о провале операции, за что Брайт бьет его в лицо и угрожает сбросить с корабля, если такое поведение повториться. Амуро возвращается к «Белой базе» и «Кор Файтер» трансформируется в Гандам. Так Гарма и Чар узнают, что Гандам состоит из трех частей, причем средняя часть является обычным истребителем, а сам робот Гандам — лишь одна из возможных комбинаций. Гандам сражается с мобильным доспехом Чара, но проигрывает и возвращается на базу. Там беженцы поднимают восстание, взяв детей в заложники. Хотя Брайт им велит вернуться в свои комнаты, они вторгаются на мостик и требуют выпустить их с корабля. Люди не уверены, что доживут достаточно долго, чтобы сойти на землях Федерации, и умоляют Брайта найти любое безопасное место и высадить их как можно скорее. Амуро, слушая это, взрывается и начинает кричать, что из-за таких разговоров хочет все бросить. Его уводит Мирай Ясима. |                                                                                     |                                 |                   |                     |
| 08 | Поле битвы Пустошь «сэндзё: ва ко:я» (戦場は荒野 )                                  | Синъя Садамицу                  | Кэнъити Мацудзаки | 26 мая 1979 г.      |
| 09 | Лети! Гандам! «Тобэ! Гандаму» (翔べ!ガンダム )                                      | Хидэёси Одзика Ёсиюки Томино    | Хироюки Хосияма   | 2 июня 1979 г.      |
| 10 | Судьба Гармы «Гарума тиру» (ガルマ散る )                                            | Рёдзи Фудзихара                 | Масару Ямамото    | 9 июня 1979 г.      |
| 11 | Руины любви Иселины «Исэрина кой но ато» (イセリナ,恋のあと )                       | Синъя Садамицу                  | Ёсихиса Араки     | 16 июня 1979 г.     |
| 12 | Зионская угроза «Дзион но кё:и» (ジオンの脅威 )                                     | Юити Ёкояма Ёсиюки Томино       | Кэнъити Мацудзаки | 23 июня 1979 г.     |
| 13 | До встречи, мама «Сайкай хаха ё» (再会,母よ )                                       | Рёдзи Фудзихара                 | Хироюки Хосияма   | 30 июня 1979 г.     |
| 14 | Остановись, мгновенье «Дзикан ё томарэ» (時間よ,とまれ )                            | Синъя Садамицу Ёсиюки Томино    | Ёсиюки Томино     | 6 июля 1979 г.      |
| 15 | Остров Дюана Кукуруза «Кукурусу доан но сима» (ククルス·ドアンの島 )                | Ёсиюки Томино Синъя Садамицу    | Ёсихиса Араки     | ]4 июля 1979 г.     |
| 16 | Вылазка Сейлы «Сэйра сюцугэки» (セイラ出撃 )                                        | Ёсиюки Томино                   | Масару Ямамото    | 21 июля 1979 г.     |
| 17 | Дезертирство Амуро «Амуро дассо:» (アムロ脱走 )                                     | Рёдзи Фудзихара Ёсиюки Томино   | Кэнъити Мацудзаки | 28 июля 1979 г.     |
| 18 | Палящий лидер Адзама «сякунэцу но Адзаму ри:да:» (灼熱のアッザム·リーダー )         | Синъя Садамицу                  | Кэнъити Мацудзаки | 4 августа 1979 г.   |
| 19 | Безрассудная атака Рамбы Рала «Рамба Рару токко:!» (ランバ·ラル特攻! )              | Сусуму Гёда Ёсиюки Томино       | Хироюки Хосияма   | 11 августа 1979 г.  |
| 20 | Смертельный бой Белой базы «Сито:! Ховайто бэ:су» (死闘!ホワイト·ベース )           | Рёдзи Фудзихара Ёсиюки Томино   | Масару Ямамото    | 18 августа 1979 г.  |
| 21 | Печаль и ненависть «гэкито: ва никусиму фукаку» (激闘は憎しみ深く )                 | Сусуму Гёда Ёсиюки Томино       | Ёсихиса Араки     | 25 августа 1979 г.  |
| 22 | Ловушка М’Куве «Макубэ хо:имо: о ябурэ!» (マ·クベ包囲網を破れ! )                    | Синъя Садамицу                  | Кэнъити Мацудзаки | 1 сентября 1979 г.  |
| 23 | Спасение Матильды «Матируда кю:сюцу сакусэн» (マチルダ救出作戦 )                    | Рёдзи Фудзихара                 | Хироюки Хосияма   | 8 сентября 1979 г.  |
| 24 | Ближний бой на три Дома «Хакугэки! Торипуру дому» (迫撃!トリプル·ドム )             | Осаму Сэкита Ёсиюки Томино      | Масару Ямамото    | 15 сентября 1979 г. |
| 25 | Битва за Одессу «Одэсса но гэкисэн» (オデッサの激戦 )                               | Синъя Садамицу                  | Ёсихиса Араки     | 22 сентября 1979 г. |
| 26 | Чар возвращается «Фуккацу но Сяа» (復活のシャア )                                   | Рёдзи Фудзихара Ёсиюки Томино   | Кэнъити Мацудзаки | 29 сентября 1979 г. |
| 27 | Шпионка на борту! «Онна супай сэнню:!» (女スパイ潜入! )                             | Хироси Хисано Ёсиюки Томино     | Хироюки Хосияма   | 6 октября 1979 г.   |
| 28 | Кровавая Атлантика «Тайсэйё: ти ни сомэтэ» (大西洋,血に染めて )                     | Осаму Сэкита Ёсиюки Томино      | Масару Ямамото    | 13 октября 1979 г.  |
| 29 | Падение Дзябуро! «Дзябуро: ни тиру!» (ジャブローに散る! )                           | Синъя Садамицу Ёсиюки Томино    | Ёсихиса Араки     | 20 октября 1979 г.  |
| 30 | Маленькая оборонительная «Тиисана бо:эйсэн» (小さな防衛線 )                         | Рёдзи Фудзихара                 | Масару Ямамото    | 27 октября 1979 г.  |
| 31 | Занзибар, в погоню! «Дзандзибару цуигэки!» (ザンジバル,追撃! )                      | Хироси Хисано Ёсиюки Томино     | Хироюки Хосияма   | 3 ноября 1979 г.    |
| 32 | Стратегия прорыва «Кё:ко: топпа сакусэн» (強行突破作戦 )                            | Осаму Сэкита Ёсиюки Томино      | Кэнъити Мацудзаки | 10 ноября 1979 г.   |
| 33 | Осада Конскона «Консукон кё:сю:» (コンスコン強襲 )                                  | Синъя Садамицу Ёсиюки Томино    | Масару Ямамото    | 17 ноября 1979 г.   |
| 34 | Предначертанная встреча «сюкумэй но дэай» (宿命の出会い )                           | Рёдзи Фудзихара                 | Хироюки Хосияма   | 24 ноября 1979 г.   |
| 35 | Битва за Соломон «Соромон ко:рякусэн» (ソロモン攻略戦 )                             | Хироси Хисано                   | Кэнъити Мацудзаки | 1 декабря 1979 г.   |
| 36 | Последний бой Биг Зама «кё:фу! Кидо: бигу дзаму» (恐怖!機動ビグ·ザム )              | Осаму Сэкита Ёсиюки Томино      | Кэнъити Мацудзаки | 8 декабря 1979 г.   |
| 37 | Дуэль в Техасе «тэкисасу но ко:бо:» (テキサスの攻防 )                               | Синъя Садамицу Ёсиюки Томино    | Масару Ямамото    | 15 декабря 1979 г.  |
| 38 | Чар и Сейла, снова вместе «Сайкай Сяа то Сэйра» (再会、シャアとセイラ )             | Рёдзи Фудзихара                 | Кэнъити Мацудзаки | 22 декабря 1979 г.  |
| 39 | Ньютайп, Чалия Булл «Ню: тайпу Сяриа Буру» (ニュータイプ、シャリア·ブル )           | Осаму Сэкита Ёсиюки Томино      | Масару Ямамото    | 29 декабря 1979 г.  |
| 40 | Лала и Элмес «Эрумэсу но рара:» (エルメスのララ )                                   | Осаму Сэкита Ёсиюки Томино      | Ёсихиса Араки     | 5 января 1980 г.    |
| 41 | Космическое свечение «Хикару утю:» (光る宇宙 )                                      | Синъя Садамицу                  | Кэнъити Мацудзаки | 12 января 1980 г.   |
| 42 | Космическая крепость А-Баоа-Ку «Утю: ё:сай А баоа ку:» (宇宙要塞ア·バオア·クー )    | Рёдзи Фудзихара Ёсиюки Томино   | Хироюки Хосияма   | 19 января 1980 г.   |
| 43 | Побег «Дассюцу» (脱出 )                                                             | Осаму Сэкита Ёсиюки Томино      | Хироюки Хосияма   | 26 января 1980 г.   |